# Бостан-батыр
Бостан-батыр (также Бустан и Бустанбай) — казахский батыр из рода кыпшак.

## Биография
В 1740-х годах на берегах Тобола кыпчаками управлял один из наиболее влиятельных вождей своего времени — Бостан-батыр (известный также как Бустан или Бустанбай). Он не только возглавлял своё кочевье, но и активно участвовал в политической жизни региона. В 1742 году Бостан-батыр принял участие в церемонии принесения присяги на верность Российской империи. В том же году его улус посетили русские посланники. В своих донесениях они указывали:
«...данный улус считает своим верховным правителем Абылай-султана и кочует по Тоболу реке со степную сторону в полуторе стах кибитках. главным в том кочевье Бустанбай...»
Это свидетельствует о том, что несмотря на формальное признание верховенства Абылая, именно Бостанбай играл ключевую роль в управлении повседневной жизнью улуса.
Спустя несколько десятилетий Я. П. Гавердовский, путешествуя по казахской степи в начале XIX века, писал, что недалеко от озера Талдыкуль видел «чрезвычайно высокие и сыпкие бугры песков Бустан, называемые по имени знаменитого в орде батыря, который под оружием окончил тут жизнь свою». Вполне вероятно, что именно здесь пал в бою Бостан-батыр — защитник своего народа, оставивший глубокий след в истории кыпчакских родов.